# مدیریت جهادی
مدیریت جهادی عنوانی است که اولین بار در نامگذاری سال ۱۳۹۳ هجری شمسی «سال اقتصاد و فرهنگ با عزم‌ملی و مدیریت جهادی» توسط سیدعلی خامنه‌ای، رهبر جمهوری اسلامی ایران مورد استفاده قرار گرفت.
خامنه‌ای در سخنان خود به کرات از مدیریت جهادی و استفاده از مدیران جهادی به عنوان کلید حل مشکلات کشور یاد کرده‌است:
«اگر مدیریت جهادی یا همان کار و تلاش با نیت الهی و مبتنی بر علم و درایت حاکم باشد، مشکلات کشور، در شرایط کنونیِ فشارهای خباثت آمیزِ قدرتهای جهانی و در شرایط دیگر، قابل حل است و کشور حرکت رو به جلو را ادامه خواهد داد.»

## تعاریف
در بعضی از مقالات «مدیریت جهادی» را همان مدیریت اسلامی معنا کرده‌اند؛ اما این تلقی صحیح به نظر نمی‌رسد. هرچند «مدیریت جهادی» هرچه که باشد، حتماً اسلامی هم هست، ولی هر مدیریت اسلامی، لزوماً جهادی نیست.

## اظهارات مقامات حکومتی دربارهٔ مدیریت جهادی
- حسن روحانی: «مدیریت جهادی یعنی حرکت شتابان عقلانی به سوی توسعه.»[۴]
- ابراهیم رئیسی: «مدیریت جهادی، تنها راهکار برون رفت از مشکلات و تنگناهایی است که در کشور وجود دارد.[۵]
- محمدباقر قالیباف: «مدیریت جهادی ریشه در تکلیف‌شناسی، واقع بینی و آرمان‌گرایی دارد. مدیریت جهادی یعنی همان روحیه انقلابی، هم ذاتی با اساس انقلاب و هم ذات پنداری با فرهنگی که امام خمینی (ره) با اسلام ناب در این کشور پایه‌گذاری کردند و امروز این پرچم و علم در دست مقام معظم رهبری است.»
- محسن رضایی: «مدیریت جهادی رمز پیشرفت مملکت است.»[۶]

## مدیران جهادی برگزیده کشور
پیرو نامگذاری سال ۱۳۹۳ هجری شمسی با عنوان «سال اقتصاد و فرهنگ با عزم‌ملی و مدیریت جهادی» توسط سیدعلی خامنه‌ای، رهبر جمهوری اسلامی ایران و سخنان وی در مورد به‌کارگیری مدیریت جهادی در اداره کلیه امور کشوری و لشکری، هر ساله مدیران برگزیده جهادی کشور طی همایشی با عنوان همایش ملی مدیریت جهادی معرفی و با اهدای نشان مدیر برگزیده جهادی کشور و لوح مورد تقدیر قرار می‌گیرند.
این همایش به دستور رهبر ایران از سال ۱۳۹۲ توسط دبیرخانه مدیریت جهادی کشور که سردار محمدحسین سپهر دبیرکلی آن را برعهده دارد برگزار می‌شود.
اسامی مدیران برگزیده جهادی کشور که نشان ملی مدیریت جهادی را دریافت نموده‌اند عبارتند از:
- عبدالرضا عابد[۱۰] (۱۴۰۲)
- محمد رستمی[۱۱])(۱۴۰۲)
- سعید محمد[۱۲] (۱۳۹۹)
- سیدمحمد بطحایی[۱۳] (۱۳۹۷)
- محسن رضایی [۱۴] (۱۳۹۹)
- محمدرضا عارف (۱۳۹۶)
- عبادالله عبداللهی (۱۳۹۴)[۱۵]
- پرویز فتاح (۱۳۹۴)[۱۵]
- علی نیک زاد (۱۳۹۷)
- موسی برزگری (۱۳۹۶)[۱۶]
- عبدالرضا رحمانی فضلی (۱۳۹۸)[۱۷]
- رضا رحمانی (۱۳۹۸)[۱۸]
- علی قائم منتظری (۱۳۹۷)[۱۹]
- محمدرضا عبدالرحیمی (۱۳۹۸)[۱۷]
- اردشیر سعد محمدی (۱۳۹۸)[۲۰]
- علی محمدی (۱۳۹۸)[۲۱]
- سیدحسن قاضی زاده هاشمی (۱۳۹۴)[۱۵]
- عزیز قنواتی (۱۳۹۶ و ۱۳۹۷)[۲۲]
- معصوم نجفیان (۱۳۹۷)[۲۳]
- حسین شیرزاد (۱۳۹۷)[۲۴]
- غلامرضا حسن پور (۱۳۹۷)[۲۵]
- حسن علی‌آبادی (۱۳۹۶)[۲۶]
- محمد کشانی (۱۳۹۷)[۲۷]
- علی اصغر زارعان (۱۳۹۶)[۲۸]
- فریدون همتی (۱۳۹۷)[۲۹]

## چهارمین همایش ملی مدیریت جهادی کشور
چهارمین همایش ملی مدیریت جهادی عصر روز دوشنبه مورخ ۲۵ دیماه ۱۳۹۶ در مرکز همایشهای بین‌المللی صدا و سیما برگزار شد. در این همایش که با شعار "مدیریت جهادی لازمه تحقق اقتصاد مقاومتی و پیشرفت " برگزار شد، محمدباقر نوبخت سخنگوی دولت، محمد شریعتمداری وزیر صنعت، معدن و تجارت، مسعود پزشکیان نایب رئیس مجلس و همچنین جمعی از مسئولان کشوری و لشکری حضور داشتند.

## پنجمین همایش ملی مدیریت جهادی کشور
پنجمین همایش ملی مدیریت جهادی شامگاه دوشنبه ۲۴ دی ماه سال ۱۳۹۷ با حضور بیش از هزار نفر از مدیران منتخب جهادی کشور و مقامات لشکری و دولتی در سالن همایش‌های بین‌المللی صداوسیما برگزار شد. در آیین اختتامیه این مراسم، ۲۵ نفر از مدیران جهادی برگزیده کشور در سال ۱۳۹۷ معرفی و با اعطای نشان مدیر برگزیده جهادی کشور مورد تجلیل قرار گرفتند.